# Хайме I Арагонски
Хайме I Арагонски (на испански: Jaime I el Conquistador; на арагонски: Chaime I lo Conqueridor; на каталонски: Jaume el Conqueridor; на окситански: Jacme lo Conquerent) е 9-и крал на Арагон, крал на Майорка, крал на Валенсия и граф на Барселона между 1213 и 1276. Остава известен като Хайме Завоевателя (на испански: Jaime el Conquistador), защото завладява Балеарските острови и Кралство Валенсия.

## Произход
Роден е на 2 февруари 1208 година в Монпелие, Франция, като син на Педро II Арагонски, 8-и крал на Арагон, и Мария дьо Монпелие.

## Биография
Хайме I идва на власт след смъртта на баща си Педро II Арагонски в битката при Мюре през 1213 г. срещу кръстоносците от Албигойския кръстоносен поход. По това време невръстния Хайме е заложник на водача на кръстоносците Симон де Монфор, изпратен там от баща си като залог за бъдеща сватба с дъщерята на Монфор. След смъртта на баща му Монфор в продължение на година отказва да пусне заложника си и се налага арагонските благородници да помолят папа Инокентий III да се намеси. През 1214 г. Монфор го предава в Монсон на водача на тамплиерите в Южна Франция и Испания, където младият Хайме остава да се обучава до 1218 г.
Първите 15 години от управлението му минава в непрестанни битки с арагонските аристократи, с които сключва примирие чак през 1227 г. с Договора от Алкала.
През 1228 г. каталонските търговци, подложени дълги години на атаки от пиратите от Майорка, молят краля да се намеси в тяхна защита, предлагайки му корабите си, за да организира експедиция. Така на 5 септември 1229 г. армада от 155 кораба, 1500 рицари и 15 000 войници потеглят от Арагон, за да подчинят Майорка, управлявана от Абу Яхия, васален на държавата на Алмохадите. Хайме успява да превземе острова и да изгони маврите в Африка за няколко месеца. Заселват го с каталонци, а съседният остров Менорка става васален на Арагон и също р заселен с християни.
След завземането на Балеарските острови Хайме I обръща поглед към мюсюлманското Кралство Валенсия. Отвоюването започва през 1232 г. с превземането на Морея и продължава до 1244 г., когато с Договора от Алмисра се определят границите на новото Кралство Валенсия.
Започва ново въстание на маврите в Андалусия. Емирът на Мароко Ибн Юсуф изпраща на въстаналите едноверци помощ. Крал Алфонсо X Кастилски се намира в това време в Германия, където е издигнал своята кандидатура за имперския трон. В негово отсъствие кастилците претърпяват ред поражения. Хайме I им праща военен контингент на помощ, но вече през 1276 г. се сблъсква с въстание на маврите вече на своя територия, в района на Аликанте. Метежът бързо се разпространява на север и достига Хатива. Именно при тези обстоятелства Хайме I Завоевателят по време на сбора на армията се разболява и умира на 27 юли 1276 г. на 68-годишна възраст след 63-годишно управление.
Преди смъртта си Хайме I разделя владенията си между синовете си, оставяйки на Педро Арагон, Каталония и Валенсия, а на Хайме – Кралство Майорка, включително Балеарските острови, Монпелие и Русийон.

## Брак и потомство
Жени се четири пъти:
∞ 1. за Елеонора Кастилска; анулиран заради кръвно родство. От този брак има един син: 
- Алфонсо Арагонски (ок. 1228 – 26 март 1260), наследник на арагонския трон (според проекта за разделяне от 1244), починал преди баща си, застава на страната на Кастилия срещу баща си. ∞ 23 март 1260 в Калатаюд за Констанс дьо Беарн (1245/50 – 1310), дъщеря на виконта на Беарн, Гастон VII и Мате [Амата] дьо Марсан [Мастас], графиня на Бигор.

∞ 2. 8 септември 1235 в Катедралата на Барсеона за Йоланда Унгарска, от която има 10 деца:
- Виоланта Арагонска (1236 – 1301), кралица на Кастилия; ∞  за Алфонсо X Кастилски, от когото има 12 деца.
- Констанция Арагонска (1239 – 1269), ∞ за Хуан Мануел Кастилски, син краля на Кастилия Фердинанд III, от когото има две деца.
- Педро III Арагонски (1239 – 1285), 10-и крал на Арагон и Валенсия, граф на Барселона, крал на Сицилия (от 1282 г.); ∞ за Констанца Сицилианска, от която има 6 деца.
- Хайме Майоркски (1243 – 1311), след смъртта на баща си получава във владение васалното Кралство Майорка. Освен Балеарските острови в него влизат каталонските графства Русийон и Сердан, както и Сеньория Монпелие, Виконство Карла в Оверн и Баронство Омел около Монпелие. ∞ за Ескларамунда дьо Фоа, от която има шест деца.
- Фердинанд (1245 – 1250)
- Санча Арагонска (ок. 1242 – 1255 — 1262 или 1275), монахиня
- Исабела Арагонска (1247 – 1271), чрез брак кралица на Франция; ∞ за краля на Франция Филип III, от когото има четири деца
- Мария Арагонска (1248 – 1267), монахиня
- Санчо Арагонски (1250 – 1275), архиепископ на Толедо, екзекутиран от мюсюлманите в Мартос
- Елеонора (1251 – ? млада)

∞ 3. за Тереза, от която има двама сина:
- Хайме Арагонски (1255/60-1285), барон на Ejérica
- Педро Арагонски (1259-1318), господар на Аербе

∞ 4. за неизвестна жена, от която има един син:
- Филипо Фернандес Арагонски (? – пр. 1304), господар на Кастро, ∞ за Мария Алфонсо де Харо, дъщеря на Хайме Алгонсо де Харо, от която има 2 деца.

Има няколко извънбрачни деца:
От Беренгела Фернандес има един син:
- Педро Арагонски (1245/49 – 1297), барон на Хихар, родоначалник на бароните на Хихар

От неизвестна жена има има един син:
- Педро дел Ре (? – сл. 1307), епископ на Лерида

От неизвестна жена има един син:
- Hajme(? – сл. 1289), епископ на Уеска.

## Надгробен паметник вМанастир „Поблет“
- статуята
- детайл
- общ изглед